# Santa Maria delle Grazie (Grado)

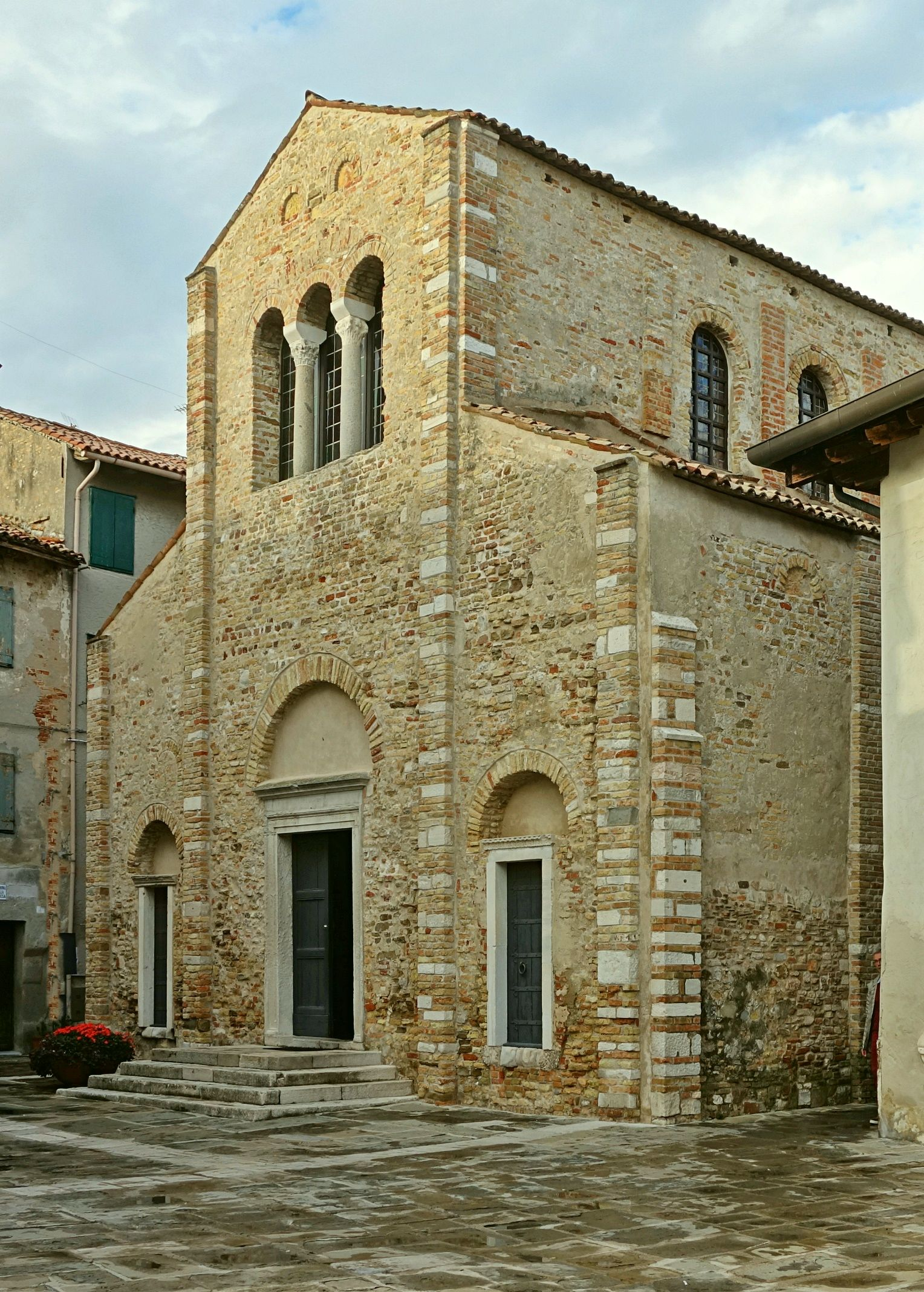
Die Fassade mit dem Eingangsportal mit Triforium

Die Kirche Santa Maria delle Grazie zu Grado in der italienischen Region Friaul-Julisch Venetien ist eine der beiden frühchristlichen Kirchen der Stadt. Sie befindet sich im historischen Zentrum, unmittelbar am Campo dei Patriarchi. Ihre Anfänge reichen bis in das 5./6. Jahrhundert zurück. Der Name geht auf die gleichnamige hölzerne Statue zurück, die sich im linken Kirchenschiff befindet. Die Cesa de le Grasie („die Kirche der Gnaden“), auch de le Femene genannt („der Frauen“), ist der Gottesmutter geweiht.

## Geschichte

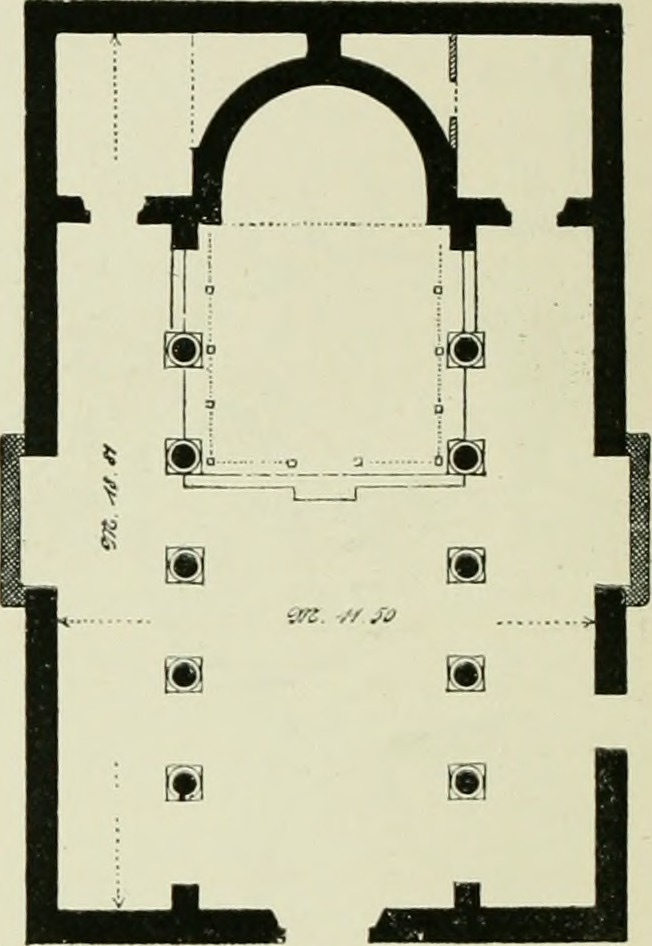
Grundriss

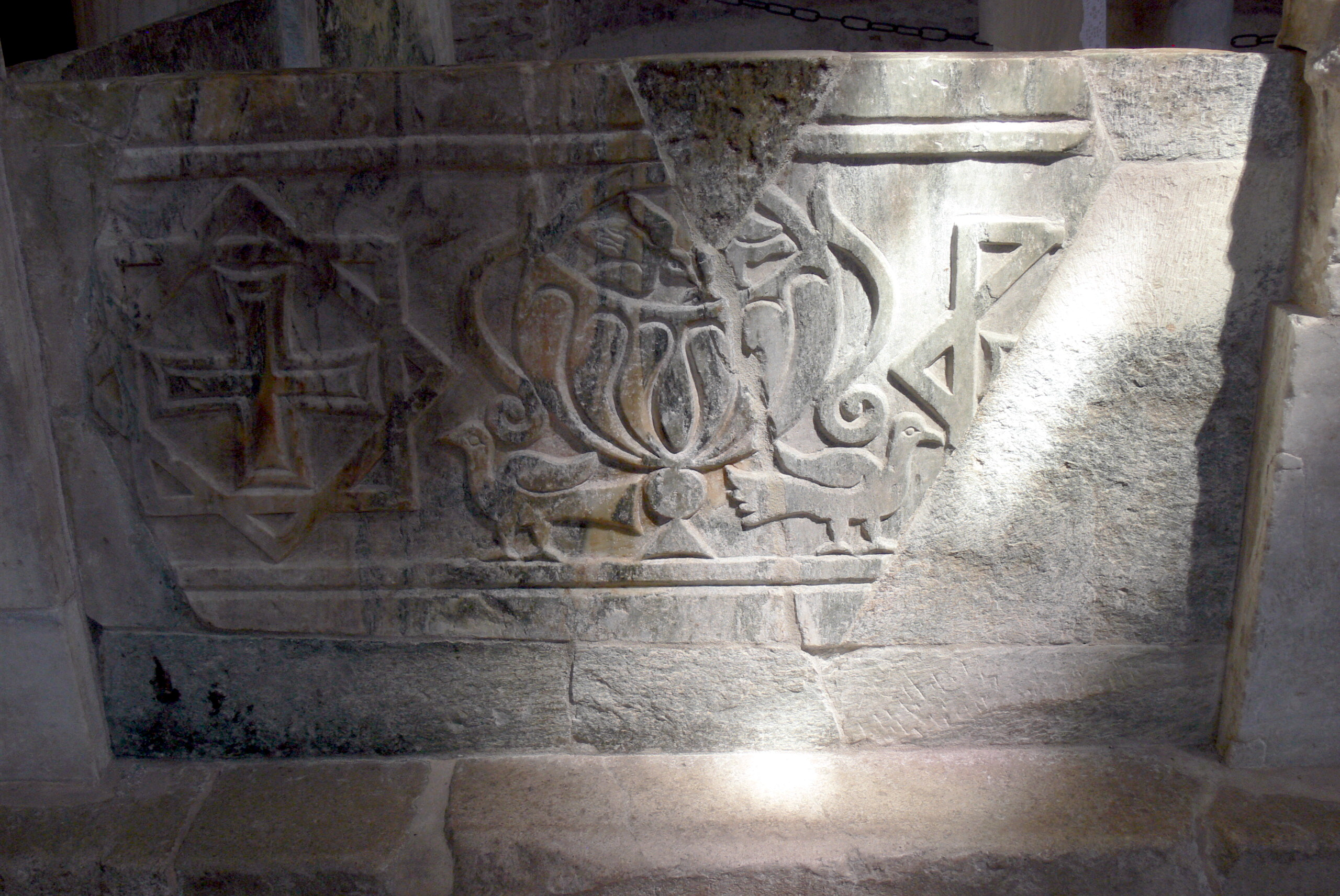
Chorschranke des 6. Jahrhunderts

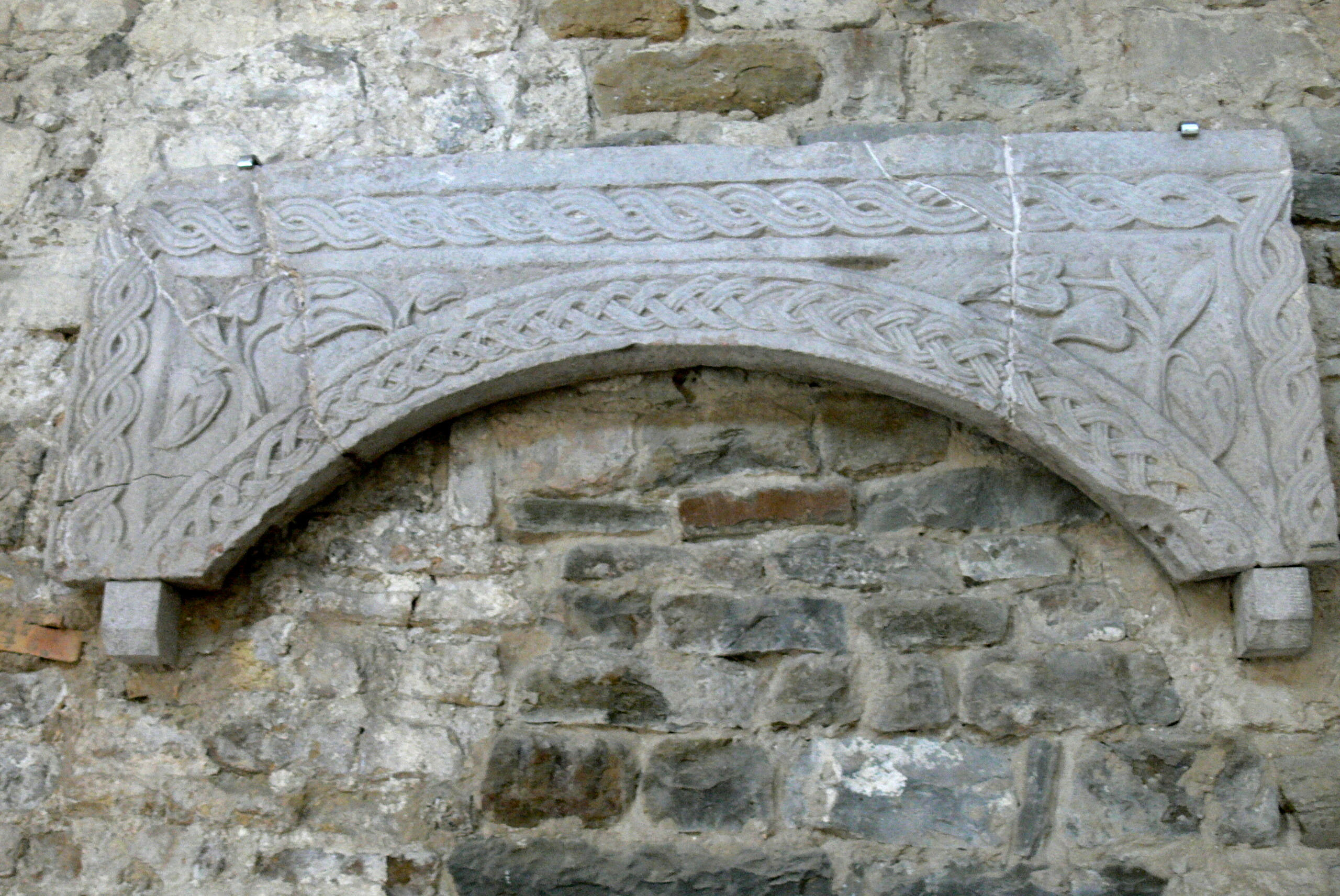
Relief des 9. Jahrhunderts von einem Ciborium

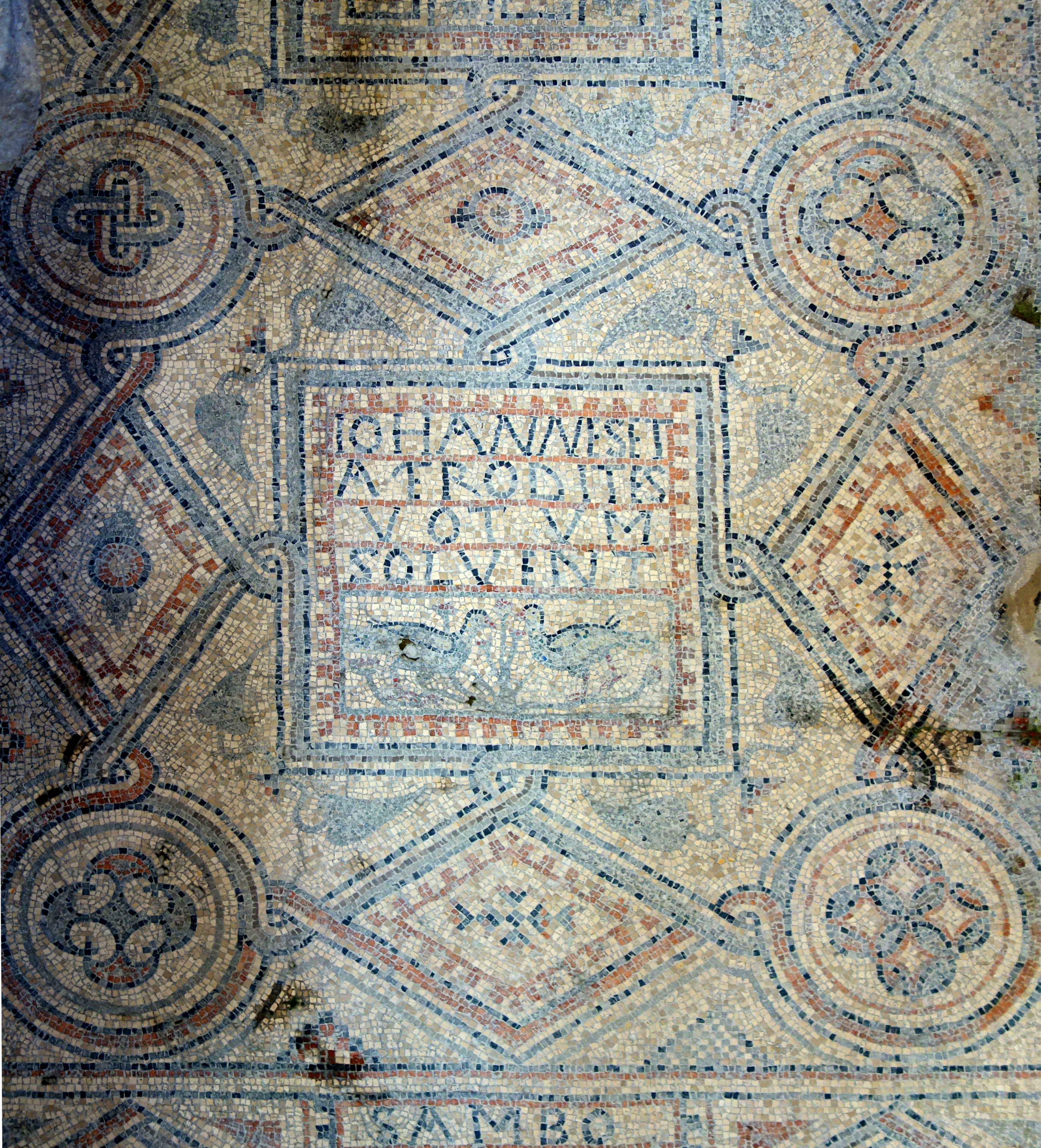
Mosaik (Ausschnitt)

Der Legende nach geht das heutige Bauwerk auf den Patriarchen Helias von Aquileia zurück, entstand also bereits im 6. Jahrhundert. Der Vorgängerbau unterhalb des heutigen Kirchenbodens entstand in der ersten Hälfte des 5. Jahrhunderts, wohl, wie Reste des Estrichbodens verdeutlichen, auf der Grundlage einer bestehenden Aula. Diese ältere Kirche fiel einem Brand zum Opfer; ihr Boden liegt etwa einen Meter unterhalb des heutigen Bodenniveaus. Um 1640 erfolgte ein barocker Umbau.
Schon in der ersten Hälfte des 19. Jahrhunderts kam es zu Eingriffen in den Fußboden mit seinen Mosaiken. 1903 kam es zu ersten Überlegungen, die Mosaiken des 5. Jahrhunderts in Santa Maria delle Grazie und die aus dem 6. Jahrhundert stammenden Mosaiken in Sant’Eufemia zu restaurieren. Der Restaurator Luigi Bedin, der in Wien lebte, sollte die Arbeiten ausführen, unterstützt von dem Konservator Enrico Maionica. Dabei ließ sich der örtliche Pfarrer nicht davon abbringen, weiterhin willkürliche Veränderungen vorzunehmen, beliebig zu versetzen, mittels Spolien Mosaiken zu ergänzen. Beim Einbau eines neuen Altars wurden weitere Mosaiken erheblich beschädigt. Diese Art der Beschädigungen reicht nach Berichten des Denkmalschutzes bis in die 1870er Jahre zurück und betraf am stärksten Prothesis und Diakonikon, die als Lager genutzt worden waren. 1904 wurden dem Pfarrer weitergehende Eingriffe streng untersagt, 1906 begannen erste Restaurierungsarbeiten. Inzwischen übernahm August Agazzi die Leitung der Arbeiten, der auch schon in der Markuskirche in Venedig Mosaiken restauriert hatte (S. 105). So wurden zunächst willkürliche Veränderungen und Ergänzungen von bereits Fehlendem unterbunden, vor allem von Inschriften. Doch erst 1912 wurden die Arbeiten wieder aufgenommen.
Bei der Restaurierung unter Leitung des Architekten Alessandro Rimini im Jahr 1924 wurden sowohl das Hauptschiff als auch der Altarraum auf der Höhe des auf den Patriarchen Helias zurückgehenden Bauwerks wiederhergestellt, während das rechte Seitenschiff – von der Apsis abgesehen – mitsamt seinen Mosaiken dem Boden des älteren Bauwerks entstammt. Dabei wurde die Apsis in syrischem Stil erbaut. In diesem älteren Bereich finden sich Verzierungen, große stilisierte Blumen mit jeweils vier Blättern und Inschriften von Stiftern. Ein Teil der Apsis mit ihren zweibogigen Fenstern, die Stühle und die Presbyterialbank aus Stein und Marmor stammen aus dem 5. Jahrhundert. Der Untergrund ließ seinerzeit die Errichtung einer Krypta nicht zu. Links und rechts der Apsis entstanden die Prothesis und das Diakonikon, die zusammen das Pastophorion bilden. Die kleinen Räume dienten dazu, Spenden zu hinterlegen, dann der Vorbereitung der liturgischen Feiern und der Aufbewahrung von Reliquien.
Aus der zweiten, der elianischen Bauphase, stammen die zehn Säulen, fünf auf der rechten und ebenso viele auf der linken Seite. Ihre Kapitelle bestehen hauptsächlich aus Teilen älterer Gebäude (Spolien). Der Altar ist ein Werk des 20. Jahrhunderts. Bedeutend sind die Tiere, die Meistern aus Aquileia zugeschrieben werden, die im Gradeser Castrum lebten. Sie stellen Tauben, Pfauen und Lämmer dar.
Im Barock und im 19. Jahrhundert kam es zu zahlreichen internen und externen Umbauten, doch bei den mehrfachen Restaurationsarbeiten im 20. Jahrhundert wurden diese wieder beseitigt und die für authentisch geltende Struktur hergestellt, die noch heute besteht.
Bei diesen Arbeiten ging der vierseitige Säulengang vor der Fassade verloren. Markierungen auf den Pflastersteinen zeigen deren Begrenzung an.

## Ausstattung
Bei der Kirche handelt es sich um ein dreischiffiges Bauwerk, dessen Schiffe durch jeweils fünf Säulen voneinander abgetrennt sind. Dabei entstand ein verhältnismäßig kurzes Schiff, sodass der Innenraum einen beinahe quadratischen Eindruck vermittelt.